# モンス・デジデリオ

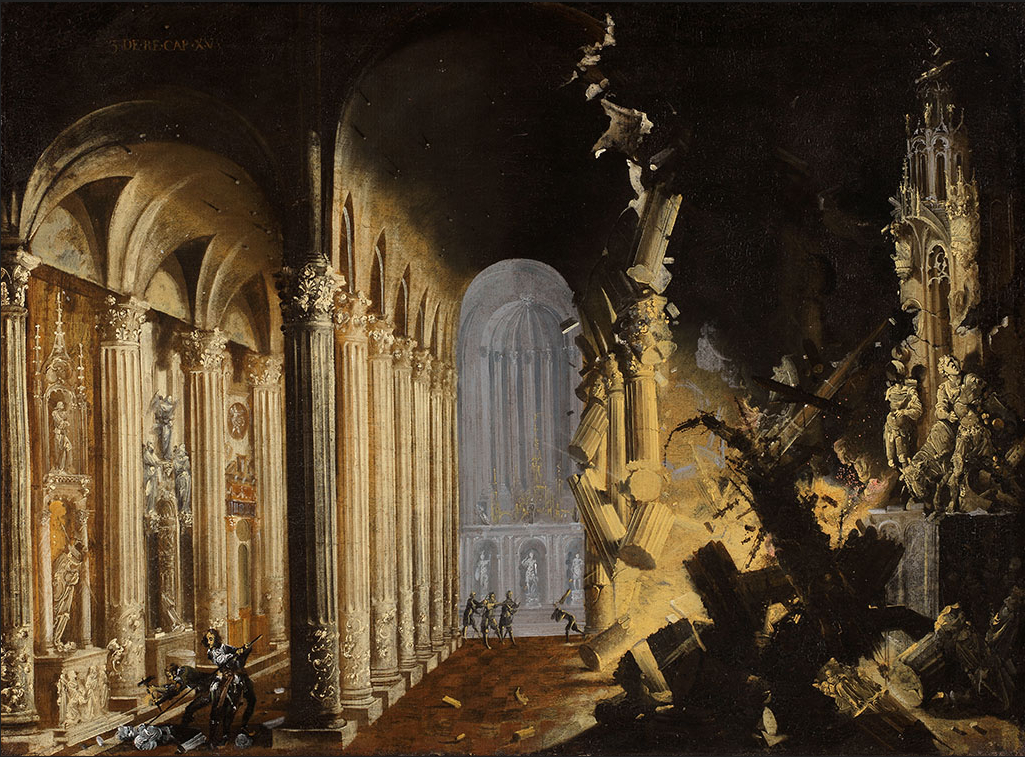
モンス・デジデリオ『偶像を破壊するユダのアサ王』

モンス・デジデリオ（Monsù Desiderio）は、17世紀初期の画家の通称であり、ディディエ・バラ（Didier Barra, 1590年 - 1656年）およびフランソワ・ド・ノメ（François de Nomé, 1593年 - 1620年以降）が実際の作者であると考えられている。二人はともに16世紀にロレーヌ地方メスで生まれ、17世紀はじめにナポリで活躍した。

## 概要
その作品は、古代ローマ、旧約聖書、新約聖書、ナポリ、ヴェネツィア、メスから霊感を得た「荒廃」「（自然の）大変動」「不思議な建物」が特色で、20世紀になって、アンドレ・ブルトンからシュルレアリスムの先駆者と評価された。
その特異なスタイルが、次世代のイタリアの都市の風景画（ヴェドゥータ:都市景観画）に影響を及ぼすことはなかった（あえて挙げるならアレッサンドロ・マニャスコ（Alessandro Magnasco）にあるかも知れない）。しかし、文明の残骸の中の悪夢のような荒廃した描写は、サルヴァトル・ローザ、ミケランジェロ・チェルクォッツィといった画家たちや、ジョヴァンニ・バッティスタ・ピラネージの「カプリッチョ」（奇抜で幻想的な記念碑、遺跡、建物を描いた絵画）にテーマ的に使われている。

## 作品

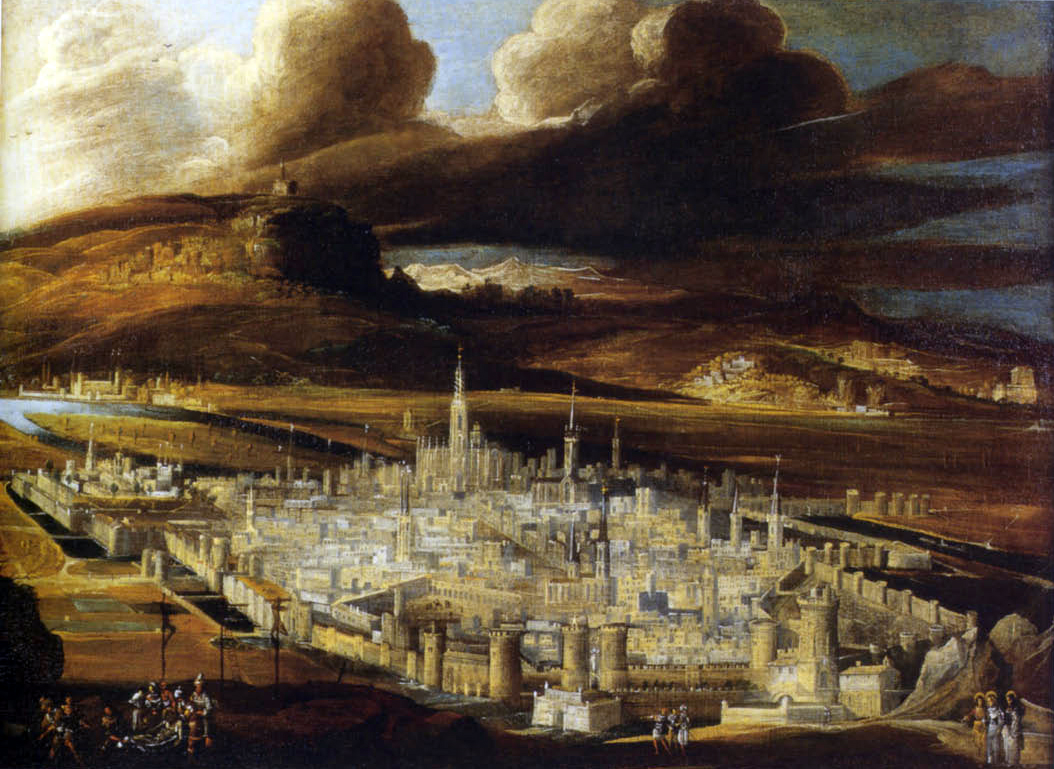
ベルクロワの丘からのメスの眺め
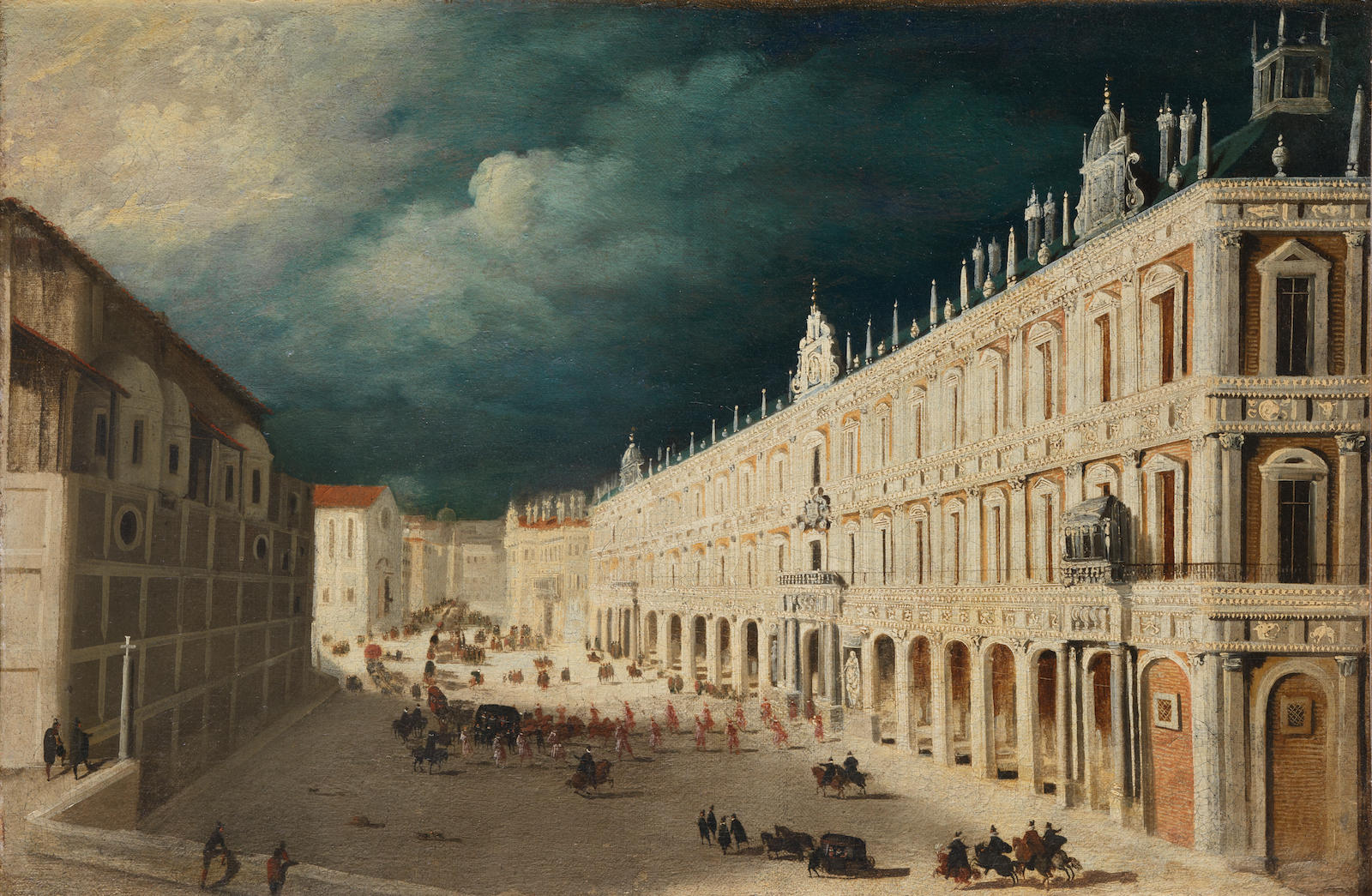
王室の行列とイタリア王宮のカプリッチョ
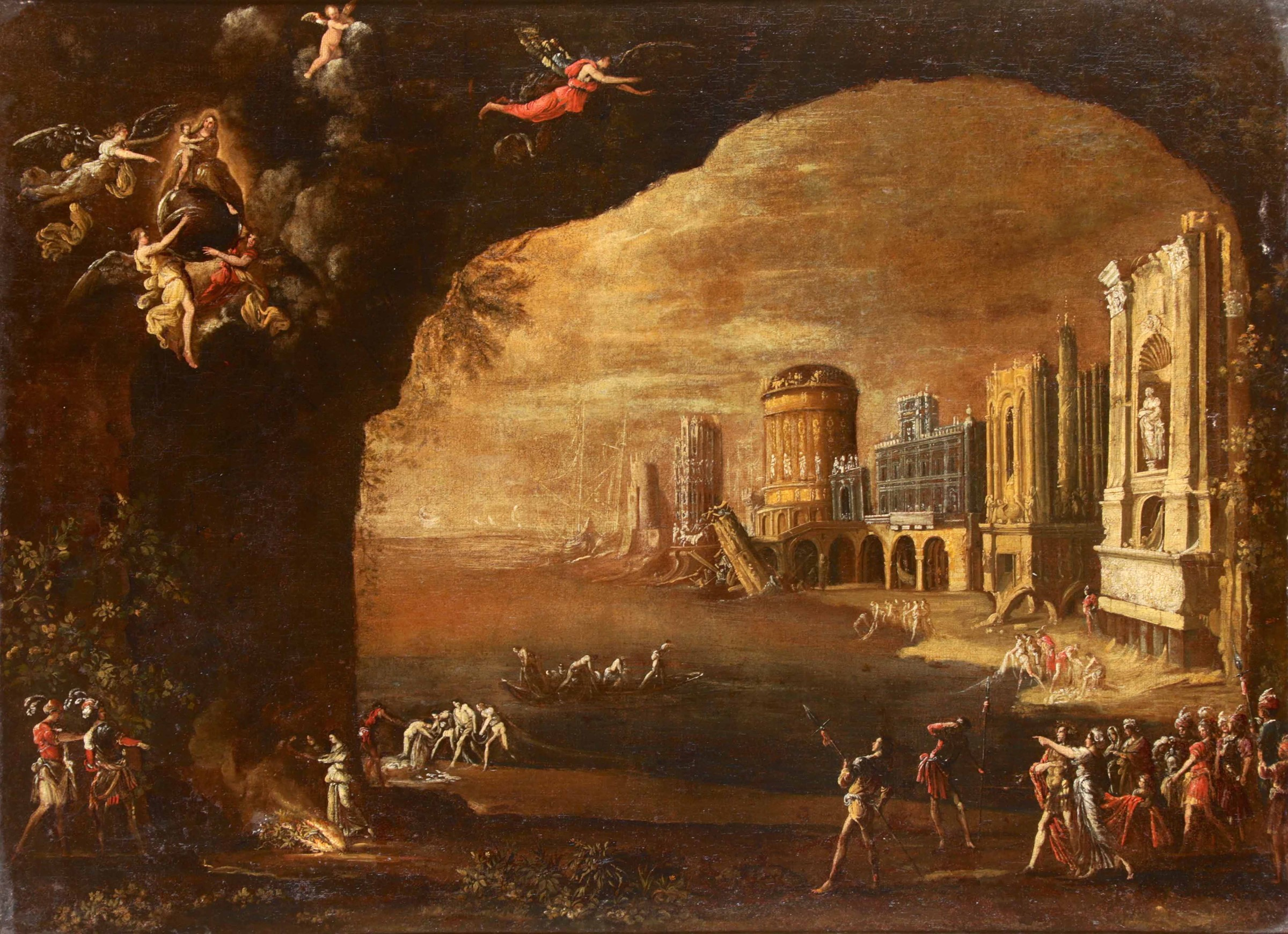
カプリッチョ